# Çatlak Yumurtalar
Çatlak Yumurtalar ist eine türkische Animationsserie von Salih Memecan, die im Jahr 2012 auf dem  türkischen Fernsehsender TRT Çocuk ausgestrahlt wurde. Es basiert auf dem türkischen Comic Sizinkiler. 2014 erschien eine Fortsetzung Limon ile Zeytin.

## Handlung
Limon und Zeytin sind in jeder Episode mit einem Problem konfrontiert. Sie müssen neue Missionen durchlaufen und versuchen, diese Aufgaben zu erfüllen, indem sie sich dank ihrer reichen Vorstellungskraft verkleiden.

## Synchronisation
| Rolle             | Originalsprecher  |
| ----------------- | ----------------- |
| Limon             | Sabanur Aksoy     |
| Zeytin            | Çağlar Çorumlu    |
| Çıçıt             | Şebnem Ünaldı     |
| Babişko           | Hakan Akın        |
| Proto             | Selim Yeğin       |
| der Lehrer, Gülbo | Suzan Acun        |
| Edo               | Sabahat Demirhas  |
| Akönpokön         | Fusun Özgeç       |
| Akide             | Sevinç Sırma      |
| Neyney            | Selen Küçükseller |
| Oso               | Ece Erişti        |

## Episodenliste
| Nr. | Deutscher Titel               | Originaltitel                |
| --- | ----------------------------- | ---------------------------- |
| 1   | Problem Pool                  | Havuz Problemi               |
| 2   | Der neue Nachbar              | Yeni Komşu                   |
| 3   | Sein oder nicht sein          | Olmak ya da Olmamak          |
| 4   | Stromausfall                  | Gitti Elektrik               |
| 5   | Die Talenteshow               | Yetenek Yarışması            |
| 6   | Mysteriöse Geräusche          | Gizemli Tıkırtı              |
| 7   | Fernsehen                     | TV                           |
| 8   | Rocking Band                  | Cımtıstak                    |
| 9   | Ein Festivalfilm              | Bir Festival Filmi           |
| 10  | Junge Piraten                 | Küçük Korsanlar              |
| 11  | Alles Gute zum Geburtstag Bub | İyi ki Doğdun Babişko        |
| 12  | Kleine Trainer                | Küçük Koçlar                 |
| 13  | May’s Kekse                   | Çıtçıt Hanım'ın Kurabiyeleri |
| 14  | Die Hintertür                 | Arka Kapı                    |
| 15  | Lehrer auf dem Weg            | Dikkat Öğretmen              |
| 16  | Schatzsuche                   | Define Peşinde               |
| 17  | Mysteriöses Tier              | Gizemli Hayvan               |
| 18  | Malerische Katastrophe        | Tablo Faciası                |
| 19  | Scheußlicher Schneemann       | Kar Canavarı                 |
| 20  | Hundesitter                   | Köpek Bakıcıları             |
| 21  | Autorennen                    | Araba Yarışı                 |
| 22  | Kleine Reporter               | Küçük Haberciler             |
| 23  | Quizshow                      | Hayat Bilgisi                |
| 24  | Meine Geburtstagsfeier        | Benim Doğum Günüm            |
| 25  | Unordentliches Zimmer         | Dağınık Oda                  |
| 26  | Netter Gast                   | Sevimli Misafir              |
| 27  | Der Champion der Champions    | Şampiyonlar Şampiyonu        |
| 28  | Der Prankster                 | Muzip Şakacı                 |